# إطلاق النار في دنيبرو 2022
إطلاق النار في دنيبرو 2022 في 27 يناير 2022 وقع إطلاق نار جماعي في مصنع يوجماش في دنيبرو أوكرانيا. قُتل خمسة أشخاص وأصيب خمسة آخرون في الحادث.
وقعت عمليات القتل في 27 يناير 2022 حوالي الساعة 3:40 صباحًا في مدينة دنيبرو، حيث بدأ الحراس في تسليم الأسلحة للجنود في مصنع يوجماش. قتل مجند بالحرس الوطني الأوكراني مسلح ببندقية هجومية من طراز أيه كيه-47 بالرصاص أربعة جنود وامرأة مدنية، وجرح خمسة آخرين. تمكن جنديان من أصل 22 جنديًا من الهرب واستدعاء سيارة إسعاف ورجال شرطة. وفر مطلق النار من مكان الحادث بسلاحه. حوالي الساعة 9:30 صباحًا تم اعتقاله في مدينة بيدهورودني بعد أن أبلغ الشرطة بنفسه.
بدأ مكتب التحقيقات الحكومي إجراءات جنائية ضد مسؤولي الحرس الوطني الأوكراني.
وفقًا لوكالات إنفاذ القانون كان أرتيمي ريابشوك جندي في الحرس الوطني الأوكراني من أوديسا أوبلاست المولود في عام 2001، هو الشخص الذي أطلق النار على الجنود. وأبلغت مباحث الدولة الموقوف المتهم بارتكاب جريمة قتل وفرار وسرقة أسلحة. لا ينبغي استبعاد وجود دافع إرهابي محتمل. وفقًا لأحد المشرعين، تعرض ريابشوك للتنمر في الماضي.
أسفر إطلاق النار عن مقتل 5 أشخاص وإصابة 5 آخرين بجروح خطيرة. وندد فولوديمير زيلينسكي بإطلاق النار ووصفه بأنه «فظيع» ووجه رسائل تعاطف إلى عائلات الضحايا. بدأ أكثر من 40 من أفراد الحرس الوطني برنامجًا لمساعدة الضحايا في تلقي التبرع بالدم. استقال قائد الحرس الوطني الأوكراني ميكولا بالان رداً على ذلك.